# 토마스 다닐레비추스
토마스 다닐레비추스(리투아니아어: Tomas Danilevičius, 1978년 7월 18일 ~ )는 리투아니아의 전 축구 선수이자 전 리투아니아 축구 연맹 회장이다.

## 구단 경력
다닐레비추스는 이전에 아스널, 리보르노(리그에서 두 번, 선덜랜드와 찰턴과의 경기에서), 디나모 모스크바, KSK 베베런, 던펌린 애슬레틱, 로잔 스포르, 클뤼프 브뤼허에서 뛰었다. 아스널에 있는 동안 그는 FC 바르셀로나와의 프리시즌 경기에서 득점을 했다.
그는 2007년 1월, 볼로냐와 2백만 유로의 공동 소유 계약을 체결했다. 볼로냐에서 1년을 보낸 후, 그는 그로세토와 6개월 임대 계약을 체결한 후, 2008년 6월, 40만 유로의 이적료와 4년 계약을 맺고 리보르노로 돌아왔다.
2011년 다닐레비추스는 SS 유베 스타비아와 자유 이적 계약을 맺었다.

## 국가대표팀 경력
다닐레비추스는 리투아니아 국가대표팀으로 72번 출전했다. 2009년 9월 현재, 그는 리투아니아 국가대표팀으로 72경기에 출전해 19골을 넣으며 역대 득점왕에 올랐다.